# Sigmund Lebert
Sigmund (o Siegmund o Sigismund) Lebert (Ludwigsburg, 12 dicembre 1821 – Stoccarda, 8 dicembre 1884) è stato un pianista, e didatta tedesco.

## Biografia
Dopo aver compiuto gli studi musicali a Stoccarda e al Conservatorio di Praga, a partire dal 1839 si dedicò all'insegnamento privato. Nel 1846 si convertì al cattolicesimo, cambiando in Lebert l'originario cognome Levi. Fu tra i fondatori del Conservatorio di Stoccarda, dove fu docente di pianoforte. 
La fama di Lebert è legata all'opera, da lui pubblicata insieme a Ludwig Stark nel 1858, Grosse theoretisch-praktische Klavierschule, un metodo per pianoforte che fu tradotto in diverse lingue ed ebbe larghissima diffusione in Europa e in America. La Klavierschule di Lebert e Stark, arrivata alla quarta edizione già nel 1870, comparve in traduzione italiana nel 1905 a cura di Mugellini e poi nel 1921 a cura di Ivaldi, per essere poi più volte ristampata negli anni successivi.

## La tecnica pianistica e il metodo Lebert e Stark
Il Gran metodo teorico-pratico di Lebert e Stark è un tipico documento della tecnica pianistica ottocentesca di derivazione clavicembalistica,  basata sull'indipendenza e l'articolazione delle dita isolate - le quali, come piccoli martelletti, devono cadere sui tasti dall'alto ("alzare bene le dita") - con l'esclusione totale del peso del braccio e dell'avambraccio. "La mano", si legge nel § 19 della Klavierschule, "deve stare leggermente inclinata verso il pollice ed in modo che ciascun dito alzandosi, ricada sulla tastiera dalla stessa altezza. Solo in questa disposizione le singole dita possono essere educate ad un'indipendenza assoluta". Si trattava di una sistemazione ed anche estremizzazione di "una concezione della meccanica pianistica basata unicamente sull'azione del dito". 
Nonostante le critiche avanzate, tra Ottocento e Novecento, contro tale impostazione dai fautori del rinnovamento della tecnica pianistica in senso fisiologico, come i teorici tedeschi della tecnica del peso (Steinhausen, Breithaupt, Bandmann) e l'inglese Matthay, il Metodo Lebert e Stark continuò a godere di grande fortuna per oltre un secolo fino ai giorni nostri.

### Opere di Lebert
- (con L. Stark), Grosse theoretisch-praktische Klavierschule für den systematischen Unterricht nach allen Richtungen des Klavierspiels vom ersten Anfang bis zur höchsten Ausbildung, J. G. Cotta'schen Buchhandlung, Stuttgart, 1858 e sgg.
- (con L. Stark), Systematische teoretisch-praktische Elementar-Singschule, Stuttgart, 1859.
- (con L. Stark e I. Faisst), Elementar- und Chorgesangschule, Stuttgart, 1880.

### Letteratura secondaria
- Luca Chiantore, Historia de la técnica pianística. Un estudio sobre los grandes compositores y el arte de la interpretación en busca de la Ur-Technik, Madrid, 2001, Alianza Editorial, pp. 582-585.
- Paolo Spagnolo - Giovanni Stelli, Pianosophia. Tecnica e arte, Napoli, 2008, Guida, pp. 20-27 (sulla tecnica digitale ottocentesca).